# El tigre
El tigre, estrenada en 1957, es una pieza teatral breve de Demetrio Aguilera Malta, que desarrolla el tema de la obsesión del miedo a la muerte. Presentado como cuadro realista "en un rincón de la selva tropical americana", nos ofrece el miedo del hombre por el hombre y del hombre por las fuerzas desatadas de la naturaleza. Cuatro seres descalzos y armados de cuchillos tiemblan ante la idea del tigre, símbolo del miedo que persigue a los cuatro.

## Resumen
Mientras Guayambe, el más viejo y experimentado de los cuatro personajes permanece tranquilo, Aguilera Malta elige a un joven de 25 años por víctima, Aguayo, que huye constantemente aterrorizado, que siempre está viendo la cabeza del brutal felino a sus espaldas, que escucha a todas horas la respiración de la bestia, que contempla aun en sueños sus espantosos ojos que son "como dos linternas". Desesperado, Aguayo pretende irse, cruzar el río, buscar en la distancia la salvación; todo es en vano, pues, ya en la canoa, oye el chapoteo del tigre que lo persigue con los "dientes pelados y las luces verdes de sus ojos bailando sobre el agua". Aguayo regresa vencido. Se lo echan en cara: cuando el tigre sabe que le tienen miedo, el hombre en cuestión "está fregado" porque lo matarán irremediablemente; y el "manchado" (como llaman la tigre) ha puesto su pata sobre la huella del pie de Aguayo. La única forma de escapar es enfrentarse a la bestia, echarle el humo del cigarro en los ojos. Guayambe, que siente lástima por Aguayo, explica el sentido de la persecución: "|A lo mejor llevas los ojos del tigre dentro de tu cabeza! |Y esos ojos no te dejarán ni a sol ni a sombra, hasta que el propio tigre te los quite". A lo que la víctima replica: "¡Que me los quite cuanto antes". Aguayo está desesperado, se sabe aniquilado por el tigre y sólo desea que la muerte venga cuanto antes: el miedo lo ha matado antes que las garras del animal; esta es la gran metáfora de la obra. Todo conduce a la noche inexorable en la que Guayambe sentencia: "¡Esta noche está más fuerte el vaho del tigre"; entonces se oirá el grito "ultrahumano" de Aguayo moribundo. Guayambe lo venga y a poco se escucha el rugido angustioso de la bestia: "¡Con esa cuarta de machete en la panza, ya no fregarás a nadie. ¡Maldecido!" El tigre ha muerto para Guayambe y los demás. Pero Aguayo ,ha caído víctima del mal, de su propio miedo. 
El tigre es el elemento simbólico empleado por Aguilera Malta para representar el miedo ante lo desconocido, ante los misterios de la naturaleza, del bosque, provocado en muchas ocasiones por la superstición.